# 東中富親水公園
東中富親水公園（ひがしなかとみしんすいこうえん）は、徳島県藍住町にある親水公園である。

## 地理
1993年（平成5年）9月に建設省による正法寺川浄化事業の一環として完成。1994年（平成6年）に国土交通省の「手づくり郷土賞」を受賞。
浄化引水ポンプ設備を備えており、人工の滝を見ることができる。2002年（平成14年）に、南隣に旧吉野川沿いの桜の名所として知られる東中富桜づつみ公園が開園した。

## 施設
- 遊歩道
- 人口滝 - 本村川（直道川）

## 交通
- JR土讃線阿波池田駅下車より徒歩約10分。
- 徳島自動車道「井川池田インターチェンジ」より車で約5分。